# Єрека
Єрека (словен. Jereka) — поселення в общині Бохінь, Горенський регіон, Словенія. Висота над рівнем моря: 623,4 м.